# Moriola
Moriola är ett släkte av svampar. Moriola ingår i familjen Moriolaceae, klassen Dothideomycetes, divisionen sporsäcksvampar och riket svampar.
| Moriola | \| \| Moriola descensa \| \| \| \| |
|         | \| \| Moriola descensa \| \| \| \| |
|         | Moriola descensa                   |
|         |                                    |

|  | Moriola descensa |
|  |                  |